# Das dreiunddreißigste Jahr
Das dreiunddreißigste Jahr. Ein Stück Leben ist ein Theaterstück des österreichischen Schriftstellers und Psychotherapeuten Robert Riedl, das er im Alter von 33 Jahren schrieb.

## Entstehungsgeschichte
Riedl ließ sich im Schreibprozess neben Ingeborg Bachmanns krisenhafter Bestandsaufnahme Das dreißigste Jahr vor allem von lebensgeschichtlichen Interviews, die er mit dem Schauspieler Gernot Rieger (damals 33 Jahre alt und Solodarsteller aller Aufführungen) führte, und von frei improvisierten Szenen, in denen Rieger mit Schauspieler Christian Heuegger-Zirm (damals 34) und dem Autor experimentierte und Krisenhaftes intuitiv erkundete, inspirieren.

## Form
Der Dramatiker stellt die persönliche Bühne der Psyche, auf der sich Krisen abspielen oder mehr oder weniger unbewusst inszenieren, auf die Bühne des Theaters. Riedl fragt sich, wo im öffentlichen Diskurs eigentlich die Macht über das eigene Drama endet, und wann der Inszenierungszwang des privaten Dramas für ein Publikum beginnt? Im Theatertext versucht der Autor im vereinten Darstellungsmedium von Bühne, Videoprojektion, Fernsehen, Tonzuspielung sowie Musikkomposition eine Theatersprache zu entwickeln, um den krisenhaften Zustand (im) „Leben“ mit allen Mitteln des Theaters sinnlich begreifbar und verstehbar zu machen. Das dreiunddreißigste Jahr ist ein Stück über die Suche nach authentischer Lebensmöglichkeit, Liebesverlust als Bühnenspiel und als Lebensmodell. Riedl arbeitet nicht mit psychologischen Charakterisierungen, sondern mit paradoxen Interventionen, um sich an das, was einen Menschen ausmacht, anzunähern.

## Inhalt
Literarischer Anknüpfungspunkt des Stückes ist die Erzählung Das dreißigste Jahr, das Autorin Ingeborg Bachmann als höchst krisenhafte Zeit beschrieb. Der letzte Satz von Bachmanns Text wird zum ersten Satz im Theaterstück: „Ich sage dir: Steh auf und geh! Es ist dir kein Knochen gebrochen.“ Gemeinsam mit seinen Alter Egos Hans-Peter und Maximilian spielt der Darsteller ums eigene Leben bzw. um ein authentisches Überleben auf der Theaterbühne. Der Darsteller befindet sich in einer Lebenskrise und versucht diese als möglichst dramatische Geschichte einer Krise in ein Theaterstück zu übersetzen, nachdem er von seiner langjährigen Lebens- und Arbeitspartnerin Susanne („Sahne“) verlassen wurde. Das Ich wird von Schuld und Verantwortung überwälzt: Susanne, (s)eine Lichttechnikerin, verunglückte kurz nach ihrer Trennung tödlich, sodass alle Hoffnungen auf eine Fortführung der Arbeits- und Liebesbeziehung begraben sind. Am Ende stellt sich heraus, dass der Darsteller für Susannes Tod verantwortlich sein soll.
Das dreiunddreißigste Jahr ist ein Spiel, in dem Schein und Sein in die Beleuchtung von Komik und Ernst geraten.

## Uraufführung
19. Juni 2006, Artecielo, Frei Bühne Kärnten, Klagenfurt im Rahmenprogramm des Bachmann-Preises 2006 (eine Produktion von Theater ASOU)

### Besetzung der Uraufführung
Schauspiel: Gernot Rieger, Einführende Worte: Robert Riedl, Bühnenregie: Uschi Litschauer, Videos: Arian Andiel & Christian Heuegger, Musikkomposition: Gerd Noack, Klanggestaltung: Joseph Jabbour, Lichtregie: Sabine Wiesenbauer

### Weitere Aufführungen
- Premiere im Grazer Literaturhaus, 2007[12][13]
- Premiere (Al 33-lea an de Robert Riedl) im Teatrul de Nord, Satu Mare (Rumänien), 2007[14]
- Premiere ("The thirty-third Year. A play of life" – englische Übersetzung: Wolfgang Wendlinger) am Experimental Theater in New York, 2008[15]

## Presse, Reaktionen

### Kronenzeitung vom 22. Juni 2006
Spiel vom Spiel im Spiel (Kritik von Frieda Stank)
Der Schauspieler hat sich den Fuß gebrochen: Liebe, Dummheit oder Verzweiflung? Wurscht, ist eigentlich eh alles nicht so, wie’s ausschaut – das Grazer Theater ASOU hat in Klagenfurt ein Stück über Sein und Schein herausgebracht: „Das dreiunddreißigste Jahr“. Es wurde Montag im „artecielo“ uraufgeführt (...) Zu sehen ist da ein Solo, das sich jedoch je nach Bedarf zum Duett oder Trio ausweitet. Personen der Handlung, die eigentlich ein Monolog ist: Ein Schauspieler, der einen Schauspieler spielt, der einen Regisseur spielt. Oder umgekehrt. Oder spielt er doch nur sich selbst? Der Text von Robert Riedl spielt ebenso geschickt mit verschiedenen Realitäten wie die Video- und Audio-Zuspielungen. Das Stück basiert auf Ingeborg Bachmanns Erzählung „Das dreißigste Jahr“, allerdings nur insofern, dass „Max“ bzw. „Hans-Peter“ bzw. Gernot Rieger, 33, in einer Lebens- und Liebeskrise steckt, die erst für „Lena“ und dann auch für ihn letal endet (Motto: „Auf Tote muss man im Theater immer gefasst sein“) – was gar nicht nötig wäre, denn das Spiel vom Spiel im Spiel ist ganz für sich ganz ausgezeichnet.

### Kleine Zeitung vom 20. Juni 2006
Kein Knochen gebrochen (Kritik von Barbara Einhauer)
Mit der Uraufführung "Das 33. Jahr" gedenkt Theater ASOU der Autorin Ingeborg Bachmann. Ringen um echtes Dasein mitten im Spiel. Er "wünscht sich, durch das Tor unten bald hinausgehen zu können, weg von den Verunglückten, den Hinfälligen und Moribunden. Ich sage dir: Steh auf und geh! Es ist dir kein Knochen gebrochen!" So andeutungsreich und geheimnisvoll wie das Ende ist die gesamte Erzählung "Das dreißigste Jahr" von Ingeborg Bachmann. Das Ende der Erzählung ist zugleich Anfang eines neuen Stücks, das vom Theater ASOU in der Freien Bühne Kärnten uraufgeführt wurde. Robert Riedl und Schauspieler Gernot Rieger entwickelten es gemeinsam, aus Interviews und Improvisationen. Gernot Rieger tritt selbdritt auf, möglich durch Videoprojektionen. Eine davon suggeriert Ertrinken, das sich leitmotivisch durch das Stück zieht. Man sieht dem Akteur auf der Großleinwand ins Gesicht, das mehr und mehr von Wasser bedeckt wird, in unaufgeregter, still-schöner Weise, nur das Flattern der Augenlider als Aufruhr. Pointe am Anfang ist, dass der Schauspieler mit Gips nicht wirklich kräftig auftritt und dann nach einigen Dialogen mit seinen Alter egos, die ihn immer wieder ins Gespräch ziehen, auch den Gips auszieht. Rieger schlüpft in neue und alte Rollen, spielt und wirkt wirklich in der sich am Beginn ein wenig verstörend, ganz im Bachmann'schen Sinn, entwickelten Innenschau, mit Verzweiflungen und Anflügen von Größenwahn. Hin und Her der Stimmen. Vor allem der zweite Teil des Stücks ist beeindruckend, wenn sich der Zuseher in dem Hin und Her der Stimmen zurechtzufinden beginnt. Dann dreht sich der Tanz um sich selber abgrundtief, das Ich wird von Schuld und Verantwortung überwälzt, windet sich und: steht auf und geht. Kein Knochen gebrochen. Zurück bleibt ein von Fragezeichen umkränzter Kopf und die Idee, in Bachmann nachzulesen. Womit ASOU erreicht hat, was es wollte. Damit der Vorsatz nicht vergessen wird, kann man beim Hinausgehen ein Bachmann-Zitat-Leiberl kaufen. In Gipsweiß.

## Zitate aus dem Stücktext
- „Alle wissen, was eine Krise ist, tja, dann werden wir dem Hanspeterlein nicht sagen, was eine Krise ist, damit er weiß, was eine Krise ist.“
- „Scheitern können bloß Zuschauer.“
- „Leben ist Müssen.“

### Dialog aus dem Stücktext
MAXIMILIAN: Hans-Peter? / HANS-PETER: Ja, Max? / MAXIMILIAN: Warum bleibst du nie bei Lena? / Hans-Peter schweigt. / MAXIMILIAN: Du erzählst von ihr, als wäre sie schon tot. / Hans-Peter lacht. / MAXIMILIAN (lächelt): Warum lachst du? / HANS-PETER: Weil... (ernst) weil ich aus meinem Leben berichte. / Pause. / MAXIMILIAN (ernst): HP, ihr kennt euch jetzt elf Jahre. / HANS-PETER: Du meinst, man merkt mir an, dass ich in einer Krise stecke?